# Оберрід-ам-Брієнцерзее
Оберрід-ам-Брієнцерзее (нім. Oberried am Brienzersee) — громада  в Швейцарії в кантоні Берн, адміністративний округ Інтерлакен-Обергаслі.

## Географія
Громада розташована на відстані близько 50 км на південний схід від Берна.
Оберрід-ам-Брієнцерзее має площу 20,2 км², з яких на 2,4% дозволяється будівництво (житлове та будівництво доріг), 38,2% використовуються в сільськогосподарських цілях, 43,4% зайнято лісами, 16% не є продуктивними (річки, льодовики або гори).

## Демографія
2019 року в громаді мешкало 443 особи (-8,1% порівняно з 2010 роком), іноземців було 10,8%. Густота населення становила 22 осіб/км².
За віковим діапазоном населення розподілялося таким чином: 12,4% — особи молодші 20 років, 58,7% — особи у віці 20—64 років, 28,9% — особи у віці 65 років та старші. Було 235 помешкань (у середньому 1,9 особи в помешканні).
Із загальної кількості 149 працюючих 22 було зайнятих в первинному секторі, 15 — в обробній промисловості, 112 — в галузі послуг.